# برایان رودریگوئز
برایان رودریگوئز (انگلیسی: Brian Rodríguez؛ زادهٔ ۲۰ مهٔ ۲۰۰۰) بازیکن فوتبال اهل اروگوئه است.
از باشگاه‌هایی که در آن بازی کرده‌است می‌توان به باشگاه فوتبال پنیارول اشاره کرد.
وی همچنین در تیم‌های ملی فوتبالزیر ۲۰ سال اروگوئه، و اروگوئه بازی کرده‌است.